# A nyakörv
A nyakörv (eredeti cím: Danny the Dog, az amerikai piacon Unleashed) 2005-ben bemutatott francia–amerikai–angol akciófilm Louis Leterrier rendezésében. A forgatókönyvet Luc Besson írta, a filmzenét a Massive Attack (Danny the Dog címmel zenei albumuk is megjelent) szerezte. Az akciókoreográfiát Jűn Vó-pheng készítette.
A főbb szerepekben Jet Li, Morgan Freeman és Bob Hoskins látható.

## Történet
|  | Alább a cselekmény részletei következnek! |

Dannyt (Jet Li) kiskorában rabolta el Bart (Bob Hoskins), miután megölte a kisfiú édesanyját. Bart úgy bánik Dannyvel, mint egy kutyával, nyakörvet is kell viselnie. Bart verőgépnek nevelte Dannyt, aki bármit megtesz „gazdájának”, amikor az leveszi a nyakörvet róla. Amikor Danny nem Bart parancsait teljesíti, egy padló alatti zugban tölti az idejét, egy kis képeskönyvvel. A férfi érzelmi képességei egy kisgyerek szintjén maradtak, mivel Bart sohasem tanította meg neki, mit jelent a szeretet. Egyik nap Danny véletlenül összetalálkozik Sammel (Morgan Freeman), a vak zongorahangolóval, aki mostohalányával, Victoriával együtt a zene szeretetének segítségével visszaadja Dannynek emberi érzéseit és megszabadítják a nyakörvétől. Danny megtapasztalja, milyen emberi lényként élni, és új családra lel Sam és Victoria személyében. Bart azonban nem hajlandó elengedni „harci kutyáját” és ráküldi a férfira a verőlegényeit, majd amikor Danny mindegyikükkel végez, a hosszú évek alatt a férfira gyakorolt érzelmi nyomását próbálja felhasználni Danny ellen, visszaédesgetni a férfit a nyakörvbe, hogy menjen vele „haza”. Danny Barthoz idézett utolsó mondata annyi: „Ez az én otthonom” (Samre és Victoriára utalva), majd szinte halálra veri kegyetlen fogvatartóját, Sam azonban megakadályozza, hogy Danny megölje a férfit, emlékeztetve Dannyt arra, hogy már nem „kutya”, hanem emberi lény, és nem süllyedhet le Bart szintjére. Az utolsó jelenetben Sam és Danny Victoria zongorahangversenyét nézi a színházban és Danny arcán könnycseppek csordulnak le, ahogy édesanyja zongorajátékára emlékezik.
|  | Itt a vége a cselekmény részletezésének! |

## Szereplők
| Szerep   | Színész        | Magyar hang          |
| -------- | -------------- | -------------------- |
| Danny    | Jet Li         | Láng Balázs          |
| Sam      | Morgan Freeman | Papp János           |
| Bart     | Bob Hoskins    | Szersén Gyula        |
| Victoria | Kerry Condon   | Nemes Takách Kata    |
| Raffles  | Vincent Regan  | Maday Gábor          |
| Lefty    | Dylan Brown    | Debreczeny Csaba     |
| Georgie  | Tamer Hassan   | Csík Csaba Krisztián |
| Wyeth    | Michael Jenn   | Seder Gábor          |

## Kritikai fogadtatás
A Rotten Tomatoes kritikusai összességében 65%-osra ítélték a filmet, dicsérve Li színészi játékát (mindamellett megjegyezve, hogy akció közben még mindig meggyőzőbb, mint drámai színészként), de nem voltak elégedettek a történettel és azzal, hogy a vadul brutális akció nem igazán fér össze a film érzelmesebb jeleneteivel. A Metacritic hasonló eredményre jutott, 58 pontot ítélve az alkotásnak.
A színészi játék jobb, mint amihez hozzá vagyunk szokva a bunyós filmekből. Li, akinek alig van szövege, briliánsan hozza össze Danny brutalitását és sebezhetőségét egyszerre.
Pitbullként és kiskutyaként is, Li meggyőző.
A világ harcművész bajnoka tovább fejlődik, mint színész, de bölcsen elkerüli a Jackie Chan-választotta komikusi pályát [...] Ezek a veteránok [Hoskins és Freeman] beszélnek a legtöbbet a filmben, pedig sokkal kevesebb beszéd és több akció kellene.